# الحزب الشيوعي الفلسطيني
الحزب الشيوعي الفلسطيني هو حزب ماركسي لينيني مقره رام الله وهو الامتداد التاريخي والنظري للحزب الشيوعي الفلسطيني التاريخي وعصبة التحرر الوطني في فلسطين تأسس في بدايات القرن العشرين في فلسطين من اندماج خلايا ماركسية واشتراكية مكونة من العمال المهاجرين الأوروبيين والروس في فلسطين ومن الشيوعيين الذين فروا «كيهود» من أوروبا أثناء الحرب العالمية الثانية، ومن الشيوعيين والعمال والمثقفين العرب والفلسطينيين تعرض الحزب لتغييرات وانتقالات عديدة وانبثاق العديد من التنظيمات والأحزاب الشيوعية في فلسطين والأردن.

## نشأة الحزب وجذوره الأولى
يعود نشوء نواة الحركة الشيوعية في فلسطين إلى عام 1919، عندما تشكل في مارس 1919 «حزب العمال الاشتراكي في فلسطين» من قبل مجموعة شيوعية انشقت في تلك السنة عن حزب «بوعالي تسيون» والذي يعني «عمال صهيون»، ودعت إلى قطع كل العلاقات مع الحركة الصهيونية والانضمام إلى الكومنترن وتشكلت من شيوعيين أوروبيين وفلسطينيين.
أرتبط هذا ألانشقاق بقيام المعسكر الاشتراكي والانطلاقة الكبرى التي اجتاحت الحركة الحزبية الثورية على المستويات المحلية والعالمية بعد الحرب العالمية الأولى وبتأثير ثورة أكتوبر الاشتراكية، إذ ساعد ذلك على انتشار تعاليم الاشتراكية في صفوف العمال والمثقفين التقدميين الأوروبيين وقطع العلاقة مع الاشتراكية الصهيونية التي ربطت مصيرها بالاستعمار البريطاني.
ففي هذه الفترة تعمق التمايز الإيديولوجي داخل الحركة العمالية اليهودية الأوروبية في البلاد وأنكشف الطابع اليميني والاستعماري للحركة الصهيونية وجوهرها المعادي للحركة الوطنية الفلسطينية، مما عجَل من انسلاخ تلك المجموعة فكريا وتنظيميا عن حزب «بوعالي تسيون» والتخلي عن أغلبية الأفكار الاشتراكية الصهيونية.
حسم الشيوعيون الأوائل مواقفهم الفكرية، وشقوا طريقهم نحو الفكر الماركسي اللينيني، بالرغم من بقاء بعضا من عدم الوضوح الفكري بخصوص عدة قضايا، وبالأساس بخصوص الصهيونية والقضية القومية.

### خصوصية النشأة
إنّ خصوصية نشأة الحركة الشيوعية في فلسطين عكست نفسها لاحقا ولفترة طويلة ميزت عملية نشوء أغلبية الأحزاب الشيوعية في البلدان المستعمره، إذ لم تكن نتاجا لنمو طبقة عاملة عربية متطورة أو نتيجة لتطور جناح يساري في حركة التحرر القومي الفلسطينية، بل نشأت في داخل المجتمع الاستيطاني اليهودي الذي كان يمثل أقلية كولونيالية غريبة عن المجتمع العربي الأصلي. إن هذا الواقع ادخل الشيوعيون الأوائل في تناقض كبير، ما بين دعوتهم لتحرير البلاد وإقامة نظام اشتراكي وما بين جذورهم الصهيونية وكونهم جزءا من التجمع الاستيطاني الغريب.

## حزب العمال الاشتراكي في فلسطين
عقد المؤتمر الأول «حزب العمال الاشتراكي في فلسطين» والذي صاغ لأول مرة سياسة وإيديولوجية بلشفية تميزت عن كل البرامج التي تبنتها التيارات الاشتراكية القومية اليهودية في الحركة الصهيونية.
وبهذا خطى خطوة متقدمة وحاسمة نحو تكوين وجهة نظر فلسفية ماركسية نحو العالم. لقد دعم المؤتمر الموقف اللينيني من الحرب العالمية ألأولى وأيد ثورة أكتوبر ألاشتراكية وأعلن أيضا عن تخلي الشيوعيون عن كل علاقة مع الأممية الثانية، كما وفصلوا أنفسهم عن الحركة الصهيونية وقرروا التوجه نحو الأممية الشيوعية للانضمام إلى صفوفها فأصبحوا جزءاً من الحركة البلشفية الأممية.

### التأثرات القومية والإصلاحات اليسارية
بالرغم من هذه المواقف والقرارات الهامة التي أقرها المؤتمر الأول التأسيسي، إلا أن الحزب بقي واقعا تحت تأثير بعض الأفكار الصهيونية حيث صاغ مفهوم «الاشتراكية الصهيونية».
وتعبيرا عن هذا الموقف أقام الحزب علاقات مع حركة العمل الصهيونية بهدف توسيع صفوفه ودائرة تأثيره، وأقام حزب العمال الاشتراكي العبري، الذي وجه جل نشاطه إلى المهاجرين اليهود الجدد.
نتيجة لتلك السياسة القومية التي انتهجتها قيادة الحزب حينذاك جرى في داخل صفوفه عام 1922 انشقاق تنظيمي تشكل على أثره حزبان شيوعيان:
الحزب الشيوعي في فلسطين بقيادة جوزيف برزيلاي (برغر).
و الحزب الشيوعي الفلسطيني بقيادة حاييم أورباخ.
بالرغم من التخبط الفكري قام الحزب بعدة نشاطات دعمت مواقفه السياسية واستقلاله الأيديولوجي وبلورت طابعه الثوري. إذ قام بتنظيم المظاهرات احتفالا بذكرى ثورة أكتوبر في 1920. كما وشارك أعضاؤه بالعديد من النشاطات الجماهيرية المعادية للاستعمار البريطاني وبالأساس بعيد العمال العالمي.

### المؤتمر الخامس والتحول للشيوعية
بقي الانشقاق في الحركة الشيوعية في فلسطين حتى عام 1923. ففي شهر يوليو 1923 عقد الحزب مؤتمره الخامس، الذي شكل نقطة تحول حاسمة على طريق تحوله إلى حزب أممي. ففي هذا المؤتمر تم توحيد الحزبين. في حزب واحد سمي بالحزب الشيوعي الفلسطيني، من الناحية السياسية والفكرية اتخذ المؤتمر قرارات حاسمة وصحيحة بصدد الحركة القومية العربية، إذ اعتبرها «احد العوامل الأساسية التي تقاوم الاستعمار البريطاني»، ورأى من واجبه القيام بعمل كل شيء من أجل مساندتها.

مظاهرة لشيوعيين فلسطينيين في الناصرة يرفعون صورة الرئيس السوفييتي يوسف ستالين

### نبذ ومعاداة الصهيونية
كما واتخذ المؤتمر موقفا نهائيا من الأيديولوجية الصهيونية، وتخلى عن أوهامه السابقة وبما يسمى «الصهيونية البروليتارية». ففي هذا المؤتمر قيم الحزب الحركة الصهيونية بأنها حركة تتجسد فيها تطلعات البرجوازية اليهودية وتقف في جبهة واحدة مع الاستعمار البريطاني، إذ ربطت مصيرها مع مصير المحتلين الامبرياليين، كما ودعت قرارات المؤتمر إلى مقاومتها بواسطة العمل الإيضاحي بين العمال اليهود خاصة وتوجيه النضال ضد الصهيونية البروليتارية.
بالإضافة إلى ذلك قرر المؤتمر إيفاد السكرتير العام للحزب حاييم أورباخ إلى الاتحاد السوفييتي فوصل إلى موسكو من اجل إقناع قيادة الأممية الشيوعية بالاعتراف بالحزب كفرع لها. وبعد عدة لقاءات ومفاوضات صعبة وطويلة قررت اللجنة التنفيذية الكومنترن قبول الحزب في صفوف الأممية الشيوعية وقبول «الكتلة العمالية» في صفوف الأممية النقابية الحمراء. لقد اشترطت اللجنة التنفيذية للكومنترن على الحزب من أجل قبوله في صفوف الكومنترن «أن يسعى إلى إقامة أوثق الصلات مع أوسع الجماهير العربية بغية تحويله من منظمة للعمال المهاجرين الأوروبيين إلى حزب وطني حقيقي». ودعته إلى دعم حركة التحرر الوطني العربي الفلسطيني في نضالهم ضد الاحتلال البريطاني-الصهيوني.
طرح الكومنتيرن أمام الحزب ثلاث مهام أساسية:
- المهمة الأولى هي إنجاز تعريب صفوفه والتحول إلى حزب مرتبط بالجماهير العربية الفلسطينية.
- المهمة الثانية هي إقامة الجبهة العمالية المتحدة للعمال الفلسطينيين العرب والمهاجرين الأوروبيين.
- المهمة الثالثة هي إقامة الجبهة المتحدة المعادية للإمبريالية.

### نشاطات الحزب والاندماج العربي
قام الحزب الشيوعي بنشاطات نقابية وسياسية عديدة دفعت باتجاه التعريب وألأنعطاف نحو الجماهير العمالية العربية، حيث بدأ بنشر مواقفه ونشاطاته باللغة العربية، كما وفي عام 1924 قام بإصدار مجلة أسبوعية عربية علنية تدعى «حيفا»، عالجت بالأساس قضايا العمال العرب في فلسطين. وقد أضحت هذه المجلة منبرا لشرح سياسة الحزب الشيوعي في صفوف العمال العرب في فلسطين.

ملصق للحزب الشيوعي الفلسطيني

### العمال العرب وانحلال الحزب
فتح النشاط النقابي في الوسط العربي أمام الحزب الشيوعي أفاقا جدية للتغلغل في وسط العمال العرب وجذب العناصر الواعية إلى صفوفه. أذ قام الحزب بتشكيل عدة خلايا عربية، إلى جانب ذلك بدأ الحزب بالعمل على إعداد كوادر عربية متقدمة، وذلك من خلال إرسال البعثات للدراسة في جامعه كادحي الشرق في موسكو. وكان من هؤلاء المرسلين عامل البناء رضوان الحلو، السكرتير القادم للحزب وكذلك نجاتي صدقي، مما ساهم في تعميق عملية التعريب.

جماهير فلسطينية في الناصرة ترفع صور ستالين

بالإضافة إلى ذلك مارست اللجنة التنفيذية للكومنترن ضغوطات كبيرة على قيادة الحزب من اجل تسريع عملية التعريب، إلا أن جزءا من قيادة الحزب الأوروبية، وخاصة سكرتيره العام حاييم أورباخ (أبو زيام)، عملت على إعاقة ذلك، مما حذا باللجنة التنفيذية للكومنتيرن على تغيير القيادة الحزبية عدة مرات. وفي عام 1934 عُين رضوان الحلو سكرتيرا عاما للحزب حتى عام 1943، عندما انحل الحزب وتأسست عصبة التحرر الوطني.
بحلول عام 1943، تبلور فكر لدى اليهود من أعضاء الحزب يدعو لتخفيف الخطاب النابذ والمعادي للصهيونية، وأن يستغل الحزب تعاطف الجاليات اليهودية في فلسطين مع الاتحاد السوفييتي لبناء قاعدة جماهيرية لدى المهاجرين اليهود. نظريا، ادعى هؤلاء الأعضاء اليهود أن اليشوف نما في السنين الأخيرة ليشكل أمة أو مجتمعا مركبا ذا جذور تتعمق في فلسطين، ولم يعودوا جسما استعماريا غريبا زرع في فلسطين من قبل الإمبريالية البريطانية. كذلك رأى بعض الأعضاء اليهود أن هناك إمكانية تعاون مع صهاينة تقدميين، مخالفين الرأي السائد للحزب المعادي للصهيونية. ودعا بعض الأعضاء اليهود الحزب بالتراجع عن قرار يدعو فيه لوقف هجرة اليهود إلى فلسطين واقترحوا العودة لعضوية الهستدروت (تجمع النقابات العمالية اليهودية)، طمعا في أن يصلحوه من الداخل وأن يجذبوا بعض أعضائها خارج دوائر الصهيونية.
بالمقابل، دعا أعضاء الحزب العرب، وخصوصا من فئة الشباب المثفقين والناشطين في النقابات، مثل بولس فرح، لأن يتخطى الحزب ضعفه لدى العرب من سكان فلسطين بمشروع سياسي طموح. آمن هؤلاء الأعضاء أن فلسطين بلاد عربية وأن على الحزب أن يركز جهوده على سكان البلاد العرب، والإصلاح الاجتماعي ونشر أساسيات الديمقراطية.
هذه الخلافات طغت على السطح في مايو 1943 عندما حلت القيادة المركزية أفرعا تابعة للحزب يقودها أعضاء يهود وكذلك طردت أعضاء يهود آخرين لاشتراكهم في احتفالات عيد العمال التي أقامها الهستدروت. وكان الهستدروت في ذلك العام قد قام بالالتفاف على جمعية العمال العرب الفلسطينيين (كثير من ناشطي الجمعية أعضاء في الحزب) حيث دعا لإضراب للعمال في معسكرات الجيش البريطاني سواء كانوا عربا أو يهودا دون أن ينسق مع الجمعية، التي طالما طالبت ألا ينظم الهستدروت العمال العرب وألا يتحدث باسمهم.

ملصق للحزب الشيوعي الفلسطيني في الأربعينات باللغة العبرية مؤيد للسوفييت والجيش الأحمر في الحرب العالمية الثانية ضد ألمانيا الفاشية.

## عصبة التحرر الوطني
حالما انتهت الحرب العالمية الثانية كانت مقوَّمات الدولة اليهودية قد وُضع أساسها، وراح الشيوعيون الأوروبيون واليهود والمهاجرين يشيرون إلى المتغيرات التي طرأت، ويربطون ذلك بحق تقرير المصير، ولو أنهم لم يطالبوا بدولة مستقلة، وكان هذا من العوامل الأساسية لانقسام الحزب وخروج العضوية العربية منه
في أيلول 1943 تأسست في مدينة حيفا عصبة التحرر الوطني في فلسطين كطليعة سياسية للطبقة العاملة الفلسطينية، وكان من بين مؤسسيها فؤاد نصار وسامي الغضبان وإميل حبيبي وإميل توما وآخرين. وكانت انعكاساً مباشراً لجملة من التطورات التـي طرأت على بنية المجتمع العربي في فلسطين، وتحوّل الطبقة العاملة العربية الفلسطينية إلى قوة رئيسة من قوى النضال الوطني التحرري المعادي للاستعمار والصهيونية.

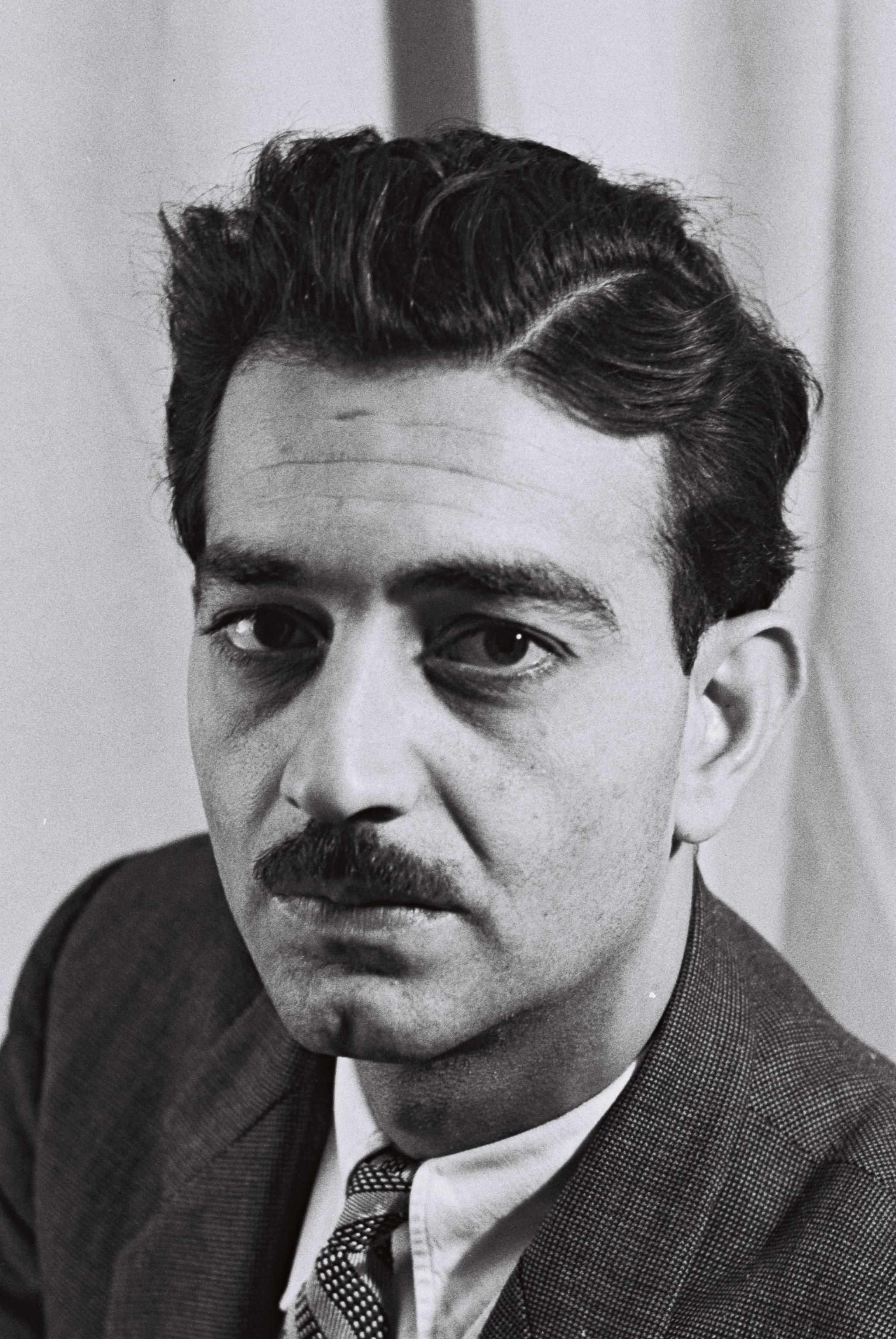
إميل حبيبي
فؤاد نصار
سامي الغضبان

### الحزب الشيوعي الفلسطيني –عصبة التحرر
كان ظهور العصبة انعكاساً لأوضاع الحزب التنظيمية وانقسامه عملياً إلى فريقين بين مجموعة الحزب، والقسم اليهودي الذي استمرّ في العمل خارج الحزب بعد حلّه، تحت اسم مجموعة «هاأميت» (الحقيقة) بقيادة ميكونيس، وفي محاولة فاشلة لإعادة الوحدة عُقد اجتماع بينهما في 29 أيار 1943.
وبسبب إصرار جماعة ميكونيس على طروحاتها قام ثلاثة من العرب: إميل حبيبي وعبد الله البندك ويعقوب العرماني بإصدار بيان موقع باسم اللجنة المركزية للحزب الشيوعي الفلسطيني جاء فيه: (إن الحزب الشيوعي الفلسطيني حزب وطني عربي يضمُّ في صفوفه يهوداً وافقوا على برنامجه الوطني، وأشار البيان إلى انه يجب إعادة صياغة الحزب الشيوعي الفلسطيني باتجاه حركة التحرر الوطني الفلسطيني ومستقبل الأمة العربية والعداء للصهيونية).

### نشاطات العصبة وفعاليتها
وفي شباط 1944 أصدرت العصبة أول بيان رسمي تضمَّن ميثاقها وأسماء أعضاء لجنتها المركزية، وباشرت بإصدار نشرات أسبوعية تتضمَّن مقالات وتعليقات تُبـيِّن موقف العصبة من الأحداث السياسة الجارية في فلسطين والـعالم، ثم أصدرت جريدة (الاتحاد) في أيار 1944 كلسان حال (اتحاد نقابات وجمعيات العـمال العرب) واستطاع هذا الاتحاد بالـتعاون مع المنظمات النقابية اليسارية تشكيل (مؤتمر العمال العرب في فلسطين) الذي تحَّول إلى أكبر منظمة نقابية عربية في فلسطين، واستطاع الـحصول على اعتراف اتحاد النقابات العالمي به كممثل للحركة النقابية في فلسطين.

### السياسة الخارجية لعصبة التحرر الوطني الفلسطيني
اعتبرت العصبة نفسها ليس فقط جزءاً من الحركة الوطنية الفلسطينية بل جزءاً من القوى الثورية والديمقراطية العربية والعالمية، وأكدت أن السبيل لتحقيق الهدف الرئيس لنضال الشعب هو تعبئة الجماهير الشعبية العربية في جبهة وطنية عريضة ترتبط بالقوى الثورية والديمقراطية العالمية، على اعتبار أن نضال الشعب الفلسطيني كان ومازال جزءاً مكِّملاً لنضال شعوب العالم في سبيل الحرية، وعلى الرغم من تحفظاتها العديدة على تركيبة اللجنة العربية العليا فقد أعلنت العصبة أنها لا ترى أي حرج في تأييد اللجنة، إذا كان برنامجها ديمقراطياً. غير أن تزايد تدخّل جامعة الدول العربية دفع عصبة التحرر الوطني إلى التنبّه إلى خطورة هذه الوصاية، وأكّدت اعتباراً من شهر آذار 1946 أن اللجنة العربية العليا باتت عاجزة عن تحمُّل مسؤولية قيادة النضال الوطني، ودعت إلى إقامة هيئة جديدة بمشاركة جميع القوى الوطنية والتقدمية، وذلك بتشكيل لجنة تحضيرية تضع دستوراً ديمقراطياً تجري بموجبه انتخابات شعبية لتشكيل جبهة وطنية موحدة. وعلى هذا الأساس فقد بادرت العصبة في الثاني من حزيران 1946 بالتعاون مع أحزاب الاسـتقلال والإصلاح والدفاع والكتلة الوطنية ومؤتمر الشباب ومؤتمر العمال العرب، إلى إقامة الجبهة العربية العليا في فلسطين التي بدأت عملها بقرارين تاريخيِّين حيث أقرت دستوراً ديمقراطياً وسارت على أساليب شعبية وطالبت برفع قضية فلسطين إلى مجلس الأمن ورفضت سياسة المساومة.
وبالتواطؤ مع القوى الرجعية المحلية، نجحت جامعة الدول العربية في الضغط على الأحزاب القومية التي ساهمت مع العصبة في إقامة الجبهة العربية العليا فـي تـراجع هـذه الأحـزاب وانسحابها من هذه الجبهة والمشاركة مع أحزاب اللجنة العربية العليا في إقامة هيئة جديدة باسم الهيئة العربية العليا وتمّ استبعاد ممثلي القوى الوطنية التقدمية من عضويتها، وجاء ردّ العصبة بتنظيم حملة شعبية واسعة شملت مدن وقرى فلسطين للتنديد بالوصاية التي فرضتها جامعة الدول العربية على الحركة الوطنية، وساهمت العصبة بنشاط في أضخم استفتاء شعبي قام به حزب وطني فلسطيني من أجل عقد مؤتمر وطني تنبثق عنه قيادة وطنية شعبية.

### الهوية الكفاحية العربية لعصبة التحرر

احتفال بعيد مولد ستالين - جريدة العصبة

وأكدت عصبة التحرر الوطني في كل أدبياتها أن القضية الفلسطينية هي قضية شعب يناضل من أجل استقلاله الوطني وتحرّره من السيطرة الاستعمارية، ومخططات الحركة الصهيونية كحركة رجعية عنصرية، وفضحت تواطؤ الرجعية العربية مع الاستعمار في التآمر على الشعب الفلسطيني، وقد بيِّنت العصبة في مـذكرتها الـتي رفعتـها فـي 10 تشرين الأول 1945 إلى المستر أتلي رئيس وزراء بريطانيا أنَّ «العقدة الفلسطينية» قد نجمت عن السياسة العدوانية التي انتهجتها الحكومة البريطانية، والحركة الصهيونية، فالصهيونية لا تطالب بالاستقلال لأنها تهدف إلى تأمين الدولة اليهودية أولاً، وأكدت العصبة أنّ حق تقرير المصير يظلَّ كلاماً مبْهماً إذا لم تتوفّر الشروط لتأمينه، وأن تقوم على تنفيذ هذا الحق، مؤسسات وطنية شعبية تعكس رأي الشعب، وقد حذرت العصبة من مخاطر السياسة غير العملية التي تنتهجها القيادة التقليدية العربية تجاه السكان اليهود في فلسطين والتي تقود إلى تقسيم فلسـطين، ودعـت إلى التفاهم معهم والذي لا يعني التفاهم مع الحركة الصهيونية نفسها.

### مواقف الشيوعيين المتباينة من الحل السياسي في فلسطين
وفي عام 1946 وصلت لجنة التحقيق الانجلو أمريكية إلى فلسطين، والغرض الأساسي من مجيئها كان محاولة التوفيق بين مصالح ونفوذ الاستعمارين الإنجليزي والأمريكي، وقد أوصت بإدخال 100 ألف مهاجر يهودي إلى فلسطين بضغط من أمريكا، وقد قرّرت العصبة مقاطعتها، ودعت القوى الوطنية والشعب الفلسطيني إلى مقاطعتها وفضْح أهدافها، ثم حضرت عام 1947 لجنة تحقيق دولية تضمُّ دولاً صديقة للشعب الفلسطيني في ضوء بحث القضية الفلسطينية في الجمعية العمومية، وقرّرت العصبة مقابلتها ودعت إلى ذلك، وقد قرّرت القيادة الفلسطينية التقليدية العكس، وذهبت إلى أبعد من ذلك بتهديد كل من يقابل هذه اللجنة بالتصفية الجسدية، وتفادياً لشق الصف الوطني والاحتراب الداخلي، عدلت العصبة عن مقابلة هذه اللجنة بإرسال رأيها مكتوباً إلى اللجنة المذكورة، وأكدت العصبة في شهادتها للجنة التحقيق طرح شعار الدولة الديمقراطية. أمّا الحزب الشيوعي الفلسطيني المـقتصر على الـعضوية اليـهودية فقد قدَّم شهادته أمام هذه اللجنة متفقاً مع شهادة العصبة في إنهاء الانتداب البريطاني، وجلاء الجيوش الأجنبية عن فلسطين، وإقامة دولة ديمقراطية فيها. أمّا التمايز بين الطرفين أنه في حين أن العصبة لم تتجاوز طرح الدولة الديمقراطية، فان الحزب الشيوعي الفلسطيني قد دعا إلى دولة فلسطينية فيدرالية، وإلى قيام مجلسين: مجلس نيابي يتكون حسب التمثيل النسبي، والآخر مجلس للقوميات يتساوى فيه ممثلو العرب واليهود.

### طريق فلسطين إلى الحرية

عربي عواد أمين عام الحزب الشيوعي الفلسطيني -الثوري وكاتب مذكرة طريق فلسطين إلى الحرية

الـمذكرة التي قـدَّمتها العصبة إلى الأمم المتحدة في آب 1947 تحت عنوان (طريق فلسطين إلى الحرية) كتبها عربي عواد أمين عام الحزب الشيوعي الفلسطيني -الثوري وكذلك بيان العصبة الصادر يوم 5/9/1947 الذي حدَّدت فيه موقفها من توصيات لجنة التحقيق الدولية، وقد قام السكرتير العام للأمم المتحدة بتوزيع هذه المذكرة على أعضاء الأمم المتحدة، عرضت في هذه المذكرة مسيرة نضال الشعب الفلسطيني وشعُوب الأمة العربية قبل الحرب العالمية الأولى ضدّ «الأُتوقراطية التركية» في سبيل حريتها واستقلالها وأشارت إلى معاهدة سايكس - بيكو الاستعمارية لتوزيع الأسلاب، ودور الاستعمار البريطاني وأهدافه من استعمار فلسطين، وتحالفه مع الحركة الصهيونية، وإصدار وعد بلفور، وفتح باب الهجرة اليهودية إلى فلسطين والعمل على إيجاد الظروف السياسية والاقتصادية والاجتماعية والعسكرية الملائمة لإقامة الدولة اليهودية التي لن تكون إلاّ قاعدة لدسائس الدوائر الاستعمارية الإنجلو أمريكية. إنّ الصهيونية على أتمّ الأهبة لأن تجعل من دولتها المزعومة قاعدة يهدّد منها المستعمرون الحركات التحررية في الشرق الأوسط. وخلصت
العصبة إلى توجيه نداء إلى هيئة الأمم المتحدة تناشدها بحلّ القضية الفلسطينية على الأسس التالية:
1 . تصفية الانتداب حالاً وجلاء الجيوش البريطانية.
2 . إنشاء حكومة ديمقراطية مستقلة في فلسطين هو السبيل الوحيد لإيجاد حلّ ديمقراطي عادل للمشكلة الفلسطينية.
وفي شباط 1948، وبعد اندلاع الأحـداث الـطائفية، عادت العصبة لتراجع موقفها في ضوء المستجدات، وفي ضوء دراسة الأوضاع المحلية والعربية والدولية، وقرّرت قبول التقسيم. ولعل من المفيد الإشارة إلى أن مؤتمر اللاجئين الذي عُقد في زحلة اللبنانية في آب 1949 وحضره ممثلون عن اللاجئين في سوريا ولبنان وشرق الأردن، والضفة الغربية وقطاع غزة قد قرَّر الموافقة على قرار تقسيم فلسطين (جريدة الاتحاد 28 آب 1949)، ودعا إلى إقامة الدولة العربية الفلسطينية المستقلة وعودة اللاجئين، ورفض الدعوة إلى ضّم المناطق الفلسطينية إلى شرقي الأردن.
وفي أوائل تشرين أول 1948 التقى ممثلون عن الحزب الشيوعي العراقي والسوري واللبناني وعصبة التحرر الوطني في فلسطين، وأصدروا بياناً سياسياً مشتركاً موجهاً للشعوب العربية دعا إلى التضامُن ضدّ التكتلات الحربية التي يُراد فرضها وإلـى الـتضامن الـعربي في سبيل:
1 . وقف الأعمال الحربية نهائياً في فلسطين وإعادة اللاجئين إلى ديارهم، وسحب القوات الصهيونية وكل القوات العسكرية من الأراضي العربية في فلسطـين.
2 . إقامة دولة عـربية مستقلة في القسـم العربي ومنع إلحاقه كلياً أو جزئياً.
3 . الجلاء العسكري والمدني التام عن مصر والعراق وشرق الأردن وإلغاء المعاهدات التي تقيّد هذه الأقطار .
4 . إلغاء امتيازات البترول في جميع البلاد العربية.
5 . استرجاع استقـلال سوريا ولبنان ومكافحة مشروع سوريا الكبرى.
6 . الكف عن سياسة الاستفزاز والعداء نحو الاتحاد السوفيتي، وتعزيز الصداقة والتعاون السياسي والاقتصادي مع الدولة الاشتراكية الكبرى.
7 . مكافحة مشروع الكتلة الشرقية وإحباطه، ورفض كل محالفة مع الرجعية التركية، وتأييد حق الشعب السوري في لواء الإسكندرونة.
8 . إلغاء الأحكام العرفية في كل الأقطار العربية والقضاء على أساليب الإرهاب الفاشي، وتـحريـر جـميـع الـوطنيين العرب من السجون واحترام الحريات.
9 . محاربة النَّعرات الطائفية والعنصرية التي يثيرها الاستعمار وعملاؤه.

## الحزب الشيوعي (في الداخل 1948)
وفي نهاية أيلول 48 توحّدت فروع عصبة التحرر الوطني التي بقيت في المناطق التي سيطرت عليها إسرائيل، مع الحزب الشيوعي الفلسطيني، وشكلت الحزب الشيوعي الإسرائيلي الذي أكد برنامجه السياسي ومواقفه على حق الشعب الفلسطيني في إقامة دولته الوطنية المستقلة، ومقاومة سياسة الضغط والتمييز العنصري تجاه المواطنين العرب والسعي من أجل تثبيت حق اللاجئين في العودة إلى وطنهم. وواصلت العصبة نشاطها السري في فضح المؤامرة الإمبريالية ضد الشعب تحت شعار: العودة للاجئين وتقرير المصير. وقامت قوات الجيش الأردني بقمع هذه المظاهرات بوحشية، وكان من أبرزها الجريمة الوحشية التي ارتكبتها حين ساقت العشرات من قادة مظاهرات نابلس سيرا على الأقدام إلى عمان إلى معتقل الجفر الصحراوي في بادية الأردن وبهم افتتح هذا المعتقل الرهيب الذي استقبل فيما بعد عشرات الآلاف من المناضلين الفلسطينيين والأردنيين على حد سواء.
وقامت العصبة بإدانة وفضح أهداف ما سمي «بمؤتمر أريحا» الذي تم عقده في نهاية العام 1948 من أجل الدعوة لضم الضفة الغربية الفلسطينية إلى الأردن.

## مواقف العصبة من الوضع الدولي لفلسطين
وفضحت العصبة مؤامرة أجراء انتخابات نيابية عامة في مطلع عام 1950 في كل من الضفة الغربية وشرق الأردن والتي كان هدفها إضفاء صفة الشرعية على مؤامرة إلحاق ما تبقى من أرض فلسطين إلى الأردن. وكانت العصبة الحزب السياسي الفلسطيني الوحيد الذي واصل نضاله بعد النكبة والذي دعا إلى مقاطعة هذه الانتخابات، وقد تم تزييف نتائج هذه الانتخابات الهزيلة، واتخذ البرلمان المنتخب قراره الوحيد بتكريس هذا الضم.

## تشكل الحزب الشيوعي الأردني

جريدة المقاومة الشعبية

بدأت جماهير اللاجئين الفلسطينيين تنتقل من الضفة الغربية إلى شرق الأردن بحثاً عن لقمة خبز لها، ومع هذا الواقع الجديد قامت العصبة بتوحيد نفسها مع الحلقات الماركسية التي كانت قائمة في الأردن، وتشكَّل الحزب الشيوعي الأردني عام 1951 الذي حدد في برنامجه المهام المشتركة للشعبين الفلسطيني والأردني في الدفاع عن حق الشعب الفلسطيني في استعادة أرضه وتقرير مصيره والعودة إلى وطنه وفق قرارات الشرعية الدولية. كما دعا الحزب إلى إلغاء المعاهدة الاستعمارية التي تربط الأردن ببريطانيا وأكد على وحدة أهداف ومصالح الشعبين الشقيقين في هذا النضال. ودعا إلى النضال من أجل الحريات الديمقراطية وحرية العمل السياسي الحزبي والجماهيري وتشكيل النقابات وحرية الصحافة وحقوق النساء، وكانت جريدة الحزب «المقاومة الشعبية» هي صوت الشعب والمدافع عن حقوقه. وتحت هذه الشعارات شارك الحزب بالعشرات من المرشحين في الضفتين في الانتخابات النيابية التي جرت عام 1951، وكالعادة فقد تم تزوير هذه الانتخابات وسيق العشرات من مناضلي الحزب إلى المعتقلات وضُربت مطبعة الحزب السرية. وخاض الحزب معركة ضارية ضد تمرير قانون مقاومة الشيوعية في البرلمان المنتخب وقد تمت المصادقة على هذا القانون .وكان الحزب هو المبادر لفضح مخاطر الأحلاف العسكرية التي كانت دول حلف الأطلسي تسعى إلى جر بلدان المنطقة إليها بحجة مقاومة الخطر الشيوعي، وقد ظهرت هذه الأحلاف تحت تسميات مختلفة مثل «مشروع سوريا الكبرى» و«مشروع الدفاع المشترك عن الشرق الأوسط» و«حلف بغداد»، وكان الحزب يربط بين مخاطر هذه الأحلاف وبين محاولات قوى الإمبريالية والرجعية العربية لتصفية القضية الفلسطينية.
واستخدم الحزب جميع أشكال النضال السري والعلني من أجل الترويج لسياسته وتعبئة أوسع القوى الشعبية والوطنية لمجابهة المخاطر وللنهوض بالمهام الوطنية، ورفع الحزب راية الجبهة الوطنية على قاعدة برنامج وطني تحرري وفي مقدمته التصدي لمؤامرة تصفية حقوق الشعب الفلسطيني، وأكد الحزب على أن النضال الناجح ضد النفوذ الإمبريالي في المنطقة يخدم نضال الشعب الفلسطيني من أجل استرداد حقوقه في وطنه.

### وحدة الشيوعيين الفلسطينيين والأردنيين
ونجح الحزب في عام 1954 في تشكيل أوسع جبهة وطنية في تاريخ البلاد، وبدأت هذه الجبهة تصدر جريدتها العلنية باسم «الجبهة»، وخاضت الجبهة الانتخابات النيابية يوم 16/10/1954 بعشرات المرشحين في جميع الدوائر الانتخابية، وكان أن أغرق غلوب باشا البلاد ببحر من الدم لقمع المظاهرات التي انفجرت احتجاجاً على تزوير هذه الانتخابات، وسقط أكثر من ثلاثين شهيداً في عمان وحدها، ومعظمهم من اللاجئين الفلسطينيين، كما سقط العديد غيرهم في مدن رام الله ونابلس والزرقاء وإربد، واعتقل العديد من مرشحي الجبهة.

### حلف بغداد ودور الشيوعيين
وظنت دوائر الرجعية والاستعمار أن الطريق قد أصبح ممهدا لجر الأردن إلى حلف بغداد التركي العراقي الإيراني، وأن الوقت قد حان لتنفيذ مؤامرة توطين اللاجئين الفلسطينيين في غور الأردن وفق ما عرف في حينه بمشروع جونستون وفقاً لاسم صاحبه الأميركي والذي يتم بموجبه اقتسام مياه الأردن بين المملكة الأردنية وإسرائيل وشق قناة الغور الشرقية لإسكان اللاجئين حولها.
وقاد الحزب المظاهرات الجماهيرية ضد مؤامرة التوطين في منتصف عام 55 واعتقل العشرات من نشطائه، وكانت هذه المظاهرات بمثابة التمهيد والتدريب على الانتفاضة الجماهيرية القادمة التي أطاحت بحلف بغداد، بعد أن قدم الشعب عشرات الشهداء، وظنت قوى الرجعية والإمبريالية أنها قادرة على إحباط هذا الانتصار الشعبي الساحق فأعلنت الأحكام العسكرية وفرضت نظام منع التجول، وقامت بحملة اعتقالات شاملة ضد نشطاء الحزب والانتفاضة في مطلع عام 1956. ولكن الحركة الجماهيرية تصاعدت وواجهت مخيمات عقبة جبر والزرقاء والوحدات ومخيم أربد بعمليات التنكيل والذبح. وهنا اتخذ الملك حسين خطوة استباقية يوم 1/3/1956 حيث ابعد الجنرال البريطاني غلوب وجميع الضباط الإنجليز في الجيش الأردني في خطوة ما سمي بتعريب الجيش وأطلق سراح المعتقلين، ودخلت الحركة الوطنية والجماهيرية في مرحلة جديدة، تمَّ خلالها إبعاد خطر الأحلاف وخطر تصفية قضية اللاجئين الفلسطينيين ولو مؤقتاً. وترافقت هذه الانتصارات مع انتصارات أخرى حققتها مصر وسوريا في مواجهة الأحلاف العسكرية وكسر احتكار بيع السلاح والانفتاح على المعسكر الاشتراكي وتصاعد الانتصارات الكبرى للثورة الجزائرية. وقام جمال عبد الناصر بتأميم قناة السويس في تموز 1956، وتعززت وحدة جميع القوى الشيوعية والقومية في البلدان العربية، وفي هذه الأجواء جرت انتخابات نيابية في الأردن، وحققت فيها القوى الوطنية انتصارات كبرى، ونجح نائبان عن الحزب عن رام الله والقدس، وتشكلت أول حكومة وطنية في تاريخ الأردن، وقامت الحكومة بإطلاق الحريات العامة، وسمحت بتشكيل بعض الأحزاب والنقابات، وألغت المعاهدة الأردنية البريطانية، وأجبرت القوات البريطانية المرابطة في الأردن وقواعدها العسكرية على الرحيل، وبدأ الحزب بإصدار جريدته العلنية «الجماهير»، وفشل العدوان الثلاثي البريطاني الفرنسي الإسرائيلي على مصر، فاستغلَّت الإمبريالية الأمريكية انهيار النفوذ البريطاني الفرنسي في هذه المنطقة بالإعلان عن نظرية الفراغ في الشرق الأوسط ودعت إلى ملئه بنفوذها وفق ما سمي بمبدأ ايزنهاور. وأمام هذا الخطر دعا الحزب إلى أوسع وحدة وطنية وقومية لمجابهته، ولكن القوى الرجعية في الأردن نجحت في انقلابها العسكري ضد حكومة النابلسي الوطنية في نيسان 1957 وساقت الآلاف من مناضلي الحركة الوطنية بمن فيهم العناصر الوطنية في الجيش إلى السجون والمعتقلات. ولم يفرج عن المسجونين إلا عام 1965.

## قيام منظمة التحرير والنضال الفلسطيني
رحب الحزب بقيام منظمة التحرير الفلسطينية عام 1964 ولكنه اعترض على ميثاقها ودعا إلى تبني قرار 181 الذي يدعو إلى الاعتراف بقرار التقسيم وعودة اللاجئين الفلسطينيين وفق قرار 194، ولم ينضم الحزب رسمياً إلى م.ت.ف إلا عام 1987. وعندما وقع عدوان 67، بادر الحزب إلى تشكيل أول تحالف وطني لمواجهة الاحتلال الإسرائيلي، وتثبيت المواطنين في أرضهم ومنع تكرار مأساة تهجيرهم كما حصل عام 48، وقاد الحزب أول إضراب شامل في الأراضي المحتلة ضد ضم القدس العربية في آب 67 .

## الشيوعيون الفلسطينيون بعد النكبة
منذ أيام الاحتلال الأولى بدأ الشيوعيون الفلسطينيون في الضفة الغربية باللقاء والتنسيق مع رفاقهم الشيوعيين في قطاع غزة. كما بدأ الحزب بالاتصالات المنظمة مع الحزب الشيوعي الإسرائيلي حيث كان للطرفين موقف موحد في مواجهة الاحتلال الإسرائيلي والدفاع عن حقوق الشعب الفلسطيني.

### مؤتمر نابلس 1967
وفي آب 67 عقد الحزب كونفرنس حزبي لمناضليه في الضفة الغربية في مدينة نابلس وتبنى برنامجاً مرحلياً يدعو إلى دحر الاحتلال وتنفيذ قرار التقسيم. وحينما صدر قرار مجلس الأمن الدولي 242 أيده الحزب بهدف تثبيت المواطنين على أرض وطنهم والحيلولة دون رحيلهم كما حدث عام 48، باعتباره يهدف إلى تصفية أثار عدوان الرابع من حزيران، ويفتح الأفق لتسوية الصراع العربي الإسرائيلي.
وقام الحزب بدور كبير مع جميع أبناء القدس في إنقاذ المسجد الأقصى من الحريق الذي دبره الصهاينة عام 69، ونجح الحزب مع قوى وطنية أخرى في تشكيل الجبهة الوطنية الفلسطينية ببرنامجها الواضح في الدعوة إلى تصفية الاحتلال الإسرائيلي واقامة الدولة المستقلة وعاصمتها القدس العربية في حدود عام 67، وبدأت الجبهة في إصدار جريدة سرية باسم «فلسطين».
وقامت قوات الاحتلال الإسرائيلي بحملة اعتقالات وتعذيب في مطلع عام 74 ضد المئات من كوادر الحزب والجبهة. وقامت بإبعاد عشرات المناضلين.
وفي العام نفسه قاد الحزب والجبهة حملة تواقيع جماهيرية واسعة أكدت التفاف الشعب الفلسطيني وقيادته في الداخل حول م.ت.ف، وقد اعتمدت القمة العربية المنعقدة في الجزائر هذه المذكرة في إعلانها الاعتراف الكامل بـ م.ت.ف.

### العمل الحزبي
ومنذ الأيام الأولى للاحتلال الإسرائيلي ركز الحزب على العمل الجماهيري، وتنشيط النقابات العمالية والمهنية، وعمل على تنظيم الشبيبة والمرأة، وقاد نضال المعلمين الوطني والمطلبي وعارض إغلاق المدارس، ودعا إلى العمل بنفس طويل وعدم قصر النضال على أسلوب واحد وتعميمه على مواقع التواجد الفلسطيني. وأكد على أن ساحة المواجهة الأساس ضد الاحتلال الإسرائيلي هي أرضنا المحتلة. ودعا جميع القوى الوطنية الفلسطينية إلى المشاركة في الانتخابات البلدية. وكانت نتائج هذه الانتخابات انتصاراً كاسحاً لقوى م.ت.ف، وتشكلت على إثرها لجنة التوجيه الوطني التي كانت بمثابة الجبهة الوطنية لجميع القوى الفلسطينية المعادية للاحتلال، والمتمسكة بحقوق شعبها، ولم تتمكن قوى الاحتلال من مجابهة لجان التوجيه الوطني إلا بمحاولة اغتيال رؤساء البلديات الوطنية بسام الشكعة وكريم خلف وإبراهيم الطويل، وأبعاد فهد القواسمي ومحمد ملحم ود. حيدر عبد الشافي ود. أحمد حمزه النتشة.

### الدعوة للانتفاضة الجماهيرية
وكان الحزب أول من دعا إلى التحضير للانتفاضة الجماهيرية. ومارس العمل التنظيمي والتعبوي طويل النفس، لتحقيق ذلك مستنداً إلى تجربة كفاحية طويلة للشعب الفلسطيني، وإلى انتفاضات جماهيرية ضد الاحتلال الإسرائيلي بعد عام 67، والتي كان من أبرزها مظاهرة مخيم جباليا، والشجاعية والمنطقة الوسطى وانتفاضة رفح في نهاية عام 68 التي فجرتها جريمة الصهاينة المروعة بقتل ثلاث نساء من رفح، ثم امتدت لتشمل قطاع غزة والضفة الغربية حتى نيسان 69.

### شيوعيو الشتات
بنهوض الحركة الوطنية والاعتراف العربي والدولي بـ م.ت.ف كممثل شرعي وحيد للشعب الفلسطيني، أخذت بعض الأحزاب الشيوعية في البلدان العربية التي ضمَّت في صفوفها شيوعيين فلسطينيين، تفرز تنظيمات شيوعية فلسطينية تعمل بين جماهير الشعب الفلسطيني، وتساهم في النضال مع القوى الوطنية الفلسطينية، وفي حـركة المقاومة، وقد شكل الحزب الشيوعي السوري «التنظيم الفلسطيني للحزب الشيوعي السوري»، هذا التنظيم الذي أصدر جريدة «طريق العودة» وحملت شعارات: في سبيل العودة وتقرير المصير والاشتراكية، كما

### التنظيم الشيوعي الفلسطيني في الضفة الغربية
أفرز الحزب الشيوعي الأردني التنظيم الشيوعي الفلسطيني في الضفة الغربية الذي أصدر بدوره جريدة «الوطن»، والذي شكّل الـرافد الأسـاسـي فـي إعـادة تــأسيس الحـزب الشيــوعي الـفلسـطيني فـي الثانـي عشر من شباط 1982.

مسيرة للحزب الشيوعي الأردني

## قطاع غزة
أمّا بالنسبة لقطاع غزة، فقد بقي المنطقة الفلسطينية الوحيدة أرضاً وشعباً بعدعام 1948 والذي لم تنله إجراءات الضمّ والإلحاق، وتحدَّد أرضاً وسكاناً وفق اتفاقية الهدنة المصرية الإسرائيلية في شباط 1949 في رودس، وظلَّ تحت الإدارة العسكرية المصرية يخضع للأحكام العرفية، وبدون وضع سياسي ودولي محدَّد، وأمّا بالنسبة للأحزاب السياسية والمؤسسات المهنية التي كانت قائمة قبل عام 1948 فقد انهارت تماماً. وقد حاولت الهيئة العربية العليا إحياء الكيان السياسي الفلسطيني عندما أعلنت في 23 أيلول 1948 تشكيل «حكومة عموم فلسطين» برئاسة «أحمد حلمي باشا»، واختير المفتي أمـين الحسيني رئيساً لمؤتمر وطني عُقد في غزة في الثـلاثين مـن الشهر نفسه، ولـم تستـطع هذه الحكومة ممارسة سلطاتها بحكم سيطرة إسرائيل على جزء من الأرض الفلسطينية، وسيطرة الجيوش العربية على أجزاء أخرى، هذا بالإضافة إلى أن الأنظمة العربية المختلفة التي فرضت وصايتها على الشعب الفلسطيني منذ عام 45 لم تكن متحمسة لمبدأ قيام كيان فلسطيني مستقل، وعندما تشكلت «حكومة عموم فلسطين» التي وُلدت ميِّتة، بحكم تركيبتها الطبقية وطروحاتها السياسية، وبحكْم رفْض الجامعة العربية عملياً أن تمارس هذه الحكومة أية سلطة سياسية فعلـية على الأرض الـفلسطينية، فقد عـارض الأردن تشـكيل هذه «الحكومة» وأعلنت الولايات المتحدة الأمريكية مـعارضتها لها، وهـكذا لم يختلف مؤتمر غزة عن مؤتمر أريحا الذي انعقد في تشرين أول وكانون أول 48 وبايع عبد الله ملكاً على فلسطين.
وقد عارضت عصبة التحرر هذين المؤتمرين في الضفة وقطاع غزة الذي لم يبقَ في ساحة العمل السياسي فيه سوى عصبة التحرر الوطني التي ظلّت تمارس نشاطها، هذه المؤامرة التي نفذها الاستعمار والصهيونية والرجعية العربية للقضاء على مقرّرات هيئة الأمم المتحدة عام 47، وتسليم أرض الدولة العربية الفلسطينية إلى الصهيونية وتشريد شعب فلسطين، وضرْب حركة التحرر الوطني العربية، كما أدانت الحكم الملكي في مصر، وطالبت بتنفيذ قرارات هيئة الأمم عام 47 وإلغاء الأحكام العرفية، ووقف الإرهاب ومطاردة المناضلين والاعتقال بالجملة ومصادرة الحريات العامة، وبحلَّ مشكلة البطالة، الأمر الذي أثار حفيظة النظام الملكي وسلطاته العسكرية التي ألقت القبض في أواخر عام 48 على عدد من كوادر العصبة، حيث تمّ اعتقالهم في أبو عقيلة في سيناء، وعندما احتلت القوات الإسرائيلية مدينة بئر السبع، وتوغَّلت داخل سيناء أسرتْ هؤلاء المعتقلين ونقلتهم إلى عوجا الحفير ثم إلى منطقة الجليل داخل إسرائيل. وقد تميزت هذه الفترة بحكم عسكري عُرفي معادٍ لكل أشكال الحريات العامة ولابسط حقوق الإنسان، وقد حظر أي وجود للتنظيمات السياسية والنقابية، بالإضافة إلى تطبيق قوانين الانتداب البريطانية الاستثنائية التي سنَّها عام 36 لقمع الثورة، ومطاردة الثوار، وهكذا فقد أُلصقت بأي تحرَّك سياسي أو اجتماعي أو تجاوز الحدود تهمة الجاسوسية، مما دعا العصبة للانتقال للعمل السري، فاختفى أبرز قادتها واستمروا يناضلون في ظروف اضطهاد وقهر لا مثيل لها.

## العمل الحزبي المستمر

معين بسيسو أمين عام الحزب الشيوعي الفلسطيني - غزة

وفـي تموز 49 شـنّت الـسلطة العسكرية حملة اعتقالاتٍ جديدة، فاعتقلت مجموعة كبيرة من رفاق العصبة، ورُحِّل بعضهم إلى معتقل في القنطرة شرق ولم يتمّ الإفراج عنهم إلاّ في أواخر عام 1951 بعد الإضراب الذي أعلنوه، وإثر موجة الاحتجاجات التي طالبت بالإفراج عنهم، وفـي أعـقاب إلحاق الضفة بالحكم الملكي الهاشمي، فقد تحركت بعض الشخصيات التقليدية وطالبت بإلحاق قطاع غزة بمصر على غرار إلحاق الضفة بشرقي الأردن، غير أنّ عدداً من المناضلين الوطنيين، ورفاق العصبة رفضوا هذه المؤامرة، وقد نشرت جريدة «النضال» التي كانت تـصدرها عـصبة التـحرر مـقالاً تحت عنوان (الكلب الأبيض أخو الكلب الأسود) يفضـح هذه المؤامرة ويهاجم الحكم البوليسي، وكان بعض «رجالات» الهيئة العربية العليا يركبون السيارات العسكرية المصرية لإرشاد العسكر إلى بيوت أعضاء العصبة لاعتقالهم، وقد تمّ اعتقال مجموعة أخرى في سجن غزة المركزي في ربيع 1950، وأفرج عنهم بعد ثلاثة شهور مع حكم بإثبات الوجود، بعد إعلانهم الإضراب، وعدم إثبات أي شئ يُدينهم. ويبدو أن النظام الملكي المصري الذي يعاني أزمات سياسية واقتصادية خانقة لم يكن بحاجة إلى ضمّ القطاع الفقير اقتصادياً، وهذا مـا يـؤكده موقف رئيس الوزراء المصري آنذاك حسين سرِّي باشا في 29 أيلول 1949 الذي قال: «إن مصر لا تستطيع أن تجد مكاناً للاجئين الفلسطينيين في مصر» كما نجد تفسير ذلك في منع أبناء القطاع من دخول مصر، حتّى لو سُمح لهم، فإنّ دائرة الهجرة والجوازات كانت تطبع على وثائق السّفر بخط أحمر كبير عبارة (يُمنع من العمل ولو بدون أجر).

### ثورة يوليو1952
وفي مطلع عام 1952 نشرت جريدة (النضال) تحليلاً هاجمت فيه النظام الملكي المصري، ودعت شعبنا في القطاع إلى تشديد النضال ضد السلطات العسكرية وتدعيم نضال الشعب المصري لإسقاطه، وطالبت الجنود بأنْ يعودوا إلى مصر ويُشرعوا أسلحتهم في وجه النظام الملكي الخائن وإسقاطه. وفي الثالث والعشرين من تموز انفجرت الثورة المصرية ولم يمّر على قيامها سوى 17 يوماً حتّى وجهت السلطات العسكرية في القطاع ضربة شديدة فاعتقلت معظم أعضاء العصبة وأصدقائها وعشرات من المدرسِّين والطلاب، ومَثُلَ جميعهم أمام المحكمة العسكرية الخاصة حيث قدَّم بعضهم دفاعات سياسية مجيدة استعرضوا فيها نضال عصبة التحرر الوطني منذ نشوئها، وبعد أن ناقشت المحكمة الوثائق المطبوعة، واستمعت للدفاعات السياسية للرفاق، والحجج القانونية والمرافعات المقنعة التي قدمها المحاميان الفلسطينيان: سعيد زين الدين وفوزى الدجانى، وتأكيدهما على وطنية العصبة والمتهمين، فقد أقرت المحكمة بأن عصبة التحرر الوطني منظمة وطنية شرعية، ولكنها عملت بدون تصريح، وكان عليـها أن تـستصدر من السلطات العسكرية تصريحاً بالعمل، وعلى الرغم من ذلك فقد أصدرت المحكمة احكاماً بالاشغال الشاقة تتراوح ما بين ستة أشهر وخمس سنوات وغرامات مالية باهظة.

### تشكيل الحزب الشيوعي الفلسطيني في قطاع غزة
ومع تزايُد التآمر الاستعماري الصهيوني، وظهور مشاريع التوطين، وبسبب انقطاع الاتصـال بـالضفة الغربية وحاجة الشيوعيين في قطاع غزة إلى تنظيم سرِّي حديدي لمواجهة سياسات السلطة العسكرية المصرية، والمعادية للأحزاب والديمقراطية، فقد قررت قيادة العصبة في القطاع في 23 آب 1953 تشكيل الحزب الشيوعي الفلسطيني في قطاع غزة الذي مثّل استمراراً تاريخياً ونضالياً لعصبة التحرر الوطني، وهو الحزب الفلسطيني الوحيد الذي ظلَّ يناضل فوق جـزء من أرض وطـنه، واصطدم أواخر عام 1953 وإثر مذبحة مخيم البريج التي ارتكبتها العصابات الصهيونية بالإدارة العسكرية المصرية، وطالب بإطلاق الحريات العامة، وتكوين حرس وطني فلسطيني يحمي الحدود، وأدرك الحزب أن الاعتداءات الصهيونية المتكررة على مخيمات اللاجئين كان بهدف إرغامهم على القبول بالتوطين، حيث كانت الحكومة المصرية قد عقدت في الرابع عشر من تشرين أول 1953 مع وكالة الغوث الدولية اتفاقية لتوطين لاجئي قطاع غزة في سيناء، حيث قامت إحدى الرفيقات العاملات في وكاله الغوث بتسريب نسخه من الاتفاقية للجنه المركزية التي قامت بنشرها في الجريده السرية وانطلقت بعهدها المظاهرات المندده إلى ان تم إلغاء الاتفاقية رسميا. وباشتداد ساعد النضال الوطني انتزع المعلمون الحق في تكوين نقابة لهم في ربيع 1954، هذه النقابة التي شكلت فيما بعد الرئة العلنيّة الوحيدة التي تنفست من خلالها الحركة الوطنية الفلسطينية، ولعبت دورا ملموساً في انتفاضة آذار 1955 .

### انتفاضة 1955
وفـي 28 شبـاط 1955 جرى العدوان الإسرائيلي على مدينة غزة الذي ذهب ضحَّيته مئات الجنود السودانيين والمـصرييـن والفـلسطيـنيين والذي كان يهدف إلى الضغط للقبول بالتوطين في سيناء، وهبّت الجماهير الشعبية في مظاهرات صاخبة لم يشهدها قطاع غزة من قبل بقيادة الحزب الشيوعي وأصدقائه والجناح الشعبي من الأخوان المسلمين، هذه الهبّة التـي سمـِّيتْ وثـبـة آذار 1955 والتي حملت شعارات (لا توطين ولا إسكان) «العودة العودة حق الشعب» وسقط خلالها 35 شهيداً برصاص الجيش المصري، وتركزت مطالبها في إسـقـاط مـشروع سيناء للتوطين وإطلاق الحريات العامة وتكوين جيش فلسطيني يحمي الحدود وقطع العلاقات مع الغرب الاستعماري والتحالف مع المعسكر الاشتراكي والنضال من أجل عودة اللاجئين.
وكان من نتائج هذه الهّبة الشعبية سقوط مشروع سيناء ووعد الحاكم العسكري العام بإطلاق الحريات العامة وتكوين جيش فلسطيني .
ولم يطمئن الحزب لوعود الحاكم العسكري ألاّ يعتقل إلاَّ من أحرق أو خرّب، فحذّر من التآمر على حركة الجماهير، وأكدّ أنه لا ضمانة لحماية المكاسب التي حققتها الانتفاضة إلاّ بتعهد السلطة بإطلاق الحريات العامة، وذلك بإنهاء الحكم العسكري العُرفي، ولم تمْضِ بضعة أيام حتى استدعيت كتائب من الجيش المصري المرابطة في سيناء لقمع الشعب، وجرى اعتقال أبرز قيادات الانتفاضة وكان معظمهم من الشيوعيين وأصدقائهم، فقد سيق إلى السجون المصرية 67 مناضلاً أُفْرج عن العديد منهم في فترات متلاحقة، وبقي عدد من قيادات الحزب في المعتقلات المصرية حتى تحرّر قطاع غزة من الغزاة الصهاينة الذين احتلُّوا القطاع إبان العدوان الثلاثي على مصر حيث أُطلق سراحهم في تموز 1957.

### ما بين عام 55 و57
وفي الفترة الممتدة ما بين عام 55 و57 بدأ الحزب ينهض بمسؤولياته الوطنية في ظروف جديدة اتسمت بانفراج نسبي في قطاع غزة، حيث شارك جمال عبد الناصر في مؤتمر باندونغ، وطرح حلاً للقضية الفلسطينية طبقاً لقرارات الأمم المتحدة، وعقد صفقة الأسلحة التشيكية، واعترف بالصين الشعبية، ورفض نظرية الفراغ الأمريكية وحارب حلف بغداد الاسـتعماري، وأمم قـناة الـسويـس، وقد وقف الحزب يؤيد هذه السياسية، وفي الوقت ذاته ناضل ضد الحكم الفردي المعادي للديمقراطية وأدان إعدام قادة العمال المصريين في كفر الدوار، واعتقال حوالي ألف عامل لمطالبتهم بتحسين أوضاعهم عام 1953.

### التحالف الشيوعي الفلسطيني –المصري
وبفشل العدوان الثلاثي على مصر واندحار الغزاة، ودخول القوات الدولية إلى قطاع غزة ومحاولة تدويله، نشط الحزب والقوى الوطنية لإسقاط مؤامرة التدويل، والمطالبة الفورية بعودة الإدارة العربية المصرية، غير أن الشيوعيين كانوا يرون أنه لا ضمانة لعودة الأساليب الإرهابية من جديد إلا بإطلاق الحريات العامة، والترخيص بتكوين الأحزاب السياسية، ونشاطها العلني، واقترح الحزب والجبهة الوطنية تكوين «حكومة وطنية فلسطينية» تدير شؤون القطاع الداخلية بالتنسيق مع الحاكم العام المصري، وترْك الفلسطينيين يديرون شؤونهم بأنفسهم، وبقاء مسألة الأمن والدفاع والخارجية من مسؤولية مصر، وما إن استتبّ الأمر للحاكم العام حتى أصدر أمراً عسكرياً بحظر نشاط الجـبهة وإغلاق مكاتبها. وواصل الحزب نضاله السري وطالب في مارس 1958 بإقامة مجلس تشريعي منتخب، يعكس إرادة الشعب ويتولى الأشراف على وضع قوانين جديدة تؤمِّن الحريات وتُلغي قوانين الانتداب البريطاني السارية المفعول، وقد وقف الشيوعيون المصريون والقوى الديمقراطية مع نضال شعبنا من أجل حقوقه الوطنية، وساندوا نضال الحزب والحركة الوطنية في قطاع غزة، وأدانوا أساليب القمع والإرهاب التي تمارسها الإدارة العسكرية في القطاع، أمّا في مصر فقد انْعطفت القيادة الناصرية إلى تدعيم الاستقلال الاقتصادي بالتمصير والتأميم، والتقارب مع القطر العربي السوري ثم إعلان الوحدة عام 1958، ومع قيام ثورة تموز في العراق عام 1958، وظهور تناقضات ثانوية على سطح العلاقات بين الثورتين تتمثل أساساً في أسلوب الوحدة، والحريات الديمقراطية، وبسبب التحفظات التي أعلنتها الأحزاب الشيوعية في البلدان العربية واقتراحاتها لتمتين الوحدة المصرية السورية، والتحذير من انهيارها اللاحق بسبب عدد من الثغرات والأساليب غير الديمقراطية كحلّ الأحزاب الديمقراطية والتقدمية في سوريا، فقد شنّت البرجوازية المصرية مدعمة من اليمين الرجعي ومباركة الاستعمار حرب تصفية ضد الشيوعيين والديمقراطيين في كل أقطار العروبة، وأحدثت شرخاً عميقاً في الصفّ الوطني، ووحدة هذه القوى على النطاق العربي، وأفسحت المـجال واسـعاً للاستـعمار وعملائه لتعميق الهوة بين الحركة القومية العربية والحركة الشيوعية، وتغذية الحملة المسعورة ضد الشيوعية والاتحاد السوفيتي والتي راح ضحيتها عشرات المناضلين الشيوعيين في مصر وسوريا ولبنان، كما شملت الحملة الشيوعيين في قطاع غزة وأصدقاءهم، حيث جرى اعتقالهم في ربيع 1959 ونُقلوا إلى السجن الحربي ثم في منفى الواحات الخارجة لمدة 4 سنوات، حيثُ أفرج عن آخر دفعة منهم في عام 1963.

### غزة وحرب حزيران
وبقيام م.ت.ف وجيش التحرير الفلسطيني عام 1964، حدث انفراج نسبي في علاقات الإدارة المصرية مع الحركة الوطنية في القطاع، وما لبث أن أخذت غيوم الحرب تتجمع، إذ أعلن عبد الناصر في 24/5/1967 إغلاق خليج العقبة، ثم أمر بانسحاب قوات الطوارئ الدولية، ولم يطل الوقت حتى انفجر الوضع بالعدوان الإسرائيلي في الخامس من حزيران 67 وهاجم الغزاة قطاع غزة بشراسة ودمّروا في الفترة ما بين 5-11 حزيران ما يزيد عن 847 منزلاً وقتلوا ما يزيد عن خمسة آلاف مدني كما ورد في تقرير وكالة الغوث آنذاك.

### الجبهة الـوطنـية المـتحدة
وقد بادر الحزب الشيوعي في الاتصال بالقـوى الـوطنية وتـوحيد الـصـف الـوطـني لمواجهة العدوان، فتشكلت الجبهة الوطنية المتحدة في آب 67 في البداية من الحزب الشيوعي وحركة القوميين العرب وحزب البعث العربي الاشتراكي وجبهة تحرير فلسطين وقوات التحرير الشعبية التابعة لجيش التحرير الفلسطيني وبعض الشخصيات الوطنية والديمقراطية البارزة، وأصدرت ميثاقها في العشرين من أيلول 67، وأكد الميثاق أن الاحتلال مؤقت وسوف يزول، وأن التصدي للاحتلال هو المهمة الأساسية الـملقاة على عاتق الأنظمة الوطنية العربية والجبهة المعادية للاستعمار.
ثم أصدرت الجبهة الـوطنـية المـتحدة جـريدة (الـمقاومة) الأسبوعَّية السِّرية في منتصف آب 67، وكان الحزب مشرفاً على طباعتها وكتابة معظم مواضيعها، وتسليم أعدادها لقوى الجبهة لتوزيعها، وقد لعبت هذه الجريدة دور المنظِّم للــجان الوطنية والمحّرض والمعبّئ للجماهير الشعبية ضد إجراءات الاحتلال ومخططاته.

### الجناح المسلح للحزب الشيوعي الفلسطيني –غزة
وقد شارك الحزب الشيوعي في مقاومة المحتلين، ولعب دوراً بارزاً في قيادة وتعبئة الجماهير في قطاع غزة، وبادر إلى تشكيل اللجان الوطنية الواسعة في المدن والقرى والمخيمات، وقاد الجبهة الوطنية المتحدة. وفي الأول من كانون أول 67 أقرَّت اللجنة المركزية البدء بالتحضير لاستخدام أسلوب النضال المسلّح جنباً إلى جنب مع أساليب النضال الأخرى، فشكل الحزب الجناح المسلح من الحزب والجبهة وقام هذا الجناح بمئات العمليات العسكرية منفرداً أو بالتعاون مع قوات التحرير الشعبية، وبسبب ذلك تمّ نسف أول بيت في قطاع غزة وهو بيت الرفيق عزات كسّاب، واستشهد عدد من الرفاق وجرى إبعاد وتشريد العشرات منهم.

## منظمات الشتات
وقد شكل الرفاق المشرّدون خارج الوطن منظمات حزبية في كل من الأردن وسوريا وكانت أكبر وانشط هذه المنظمات منظمـة الشيوعيين الفلسطينيين في لبنان التي تشكلت في مطلع كانون الثاني 74، ووضعت برنامجها، وحدّدت مهامها، وساهمت بدور فعّال في جيش التحرير الفلسطيني وفي حركة المقاومة الفلسطينية وفي الدفاع عـن الـثورة، وقـد واجه الحزب العـدوان على لبنان عام 78و 82 في إطار م.ت.ف والقوات المشتركة اللبنانية الفلسطينية.

## إعادة التأسيس شباط 1982
وفي 12 شباط 1982 أُعيد تأسيس الحزب الشيوعي الـفلسطيني الذي توحدت في إطـاره جميـع التنظيمات الشيوعية الفلسطينية، وعقد مؤتـمره الأول وأصـدر بـرنامجه السياسي وانتخب لجنته المركزية ومكتبه السياسي وأمينه العام.
ولعب الحزب الشيوعي الموحد بعد إعادة تأسيسه دوراً متزايد التأثير في الحركة الوطنية في الداخل والخارج، وبدا ذلك الدور متميزاً في عملية استعادة وحدة م.ت.ف في دورة المجلس الوطني عام 88. وتقديراً لدوره دخل المنظمة كأول حزب سياسي. ولعب دوراً مماثلاً في دورة الانتفاضة التي أرست البرنامج السياسي الواقعي للمنظمة التي تبنَّت قرارات الشرعية الدولية لأول مرة في تاريخها.

## الانتفاضة
وفي نهاية عام 87 انفجرت الانتفاضة، وساهم الحزب الشيوعي الفلسطيني بدور طليعي في بناء اللجان الشعبية التي أبدعتْها الجماهير من خلال تجاربها السابقة، وفي تشكيل القيادة الوطنية الموحدة التي كان الحزب قد بادر بإصدار بيانه الأول في الأسبوع الأول للانتفاضة باسم (اتحاد القوى الوطنية) وقد تبعته مجموعة من البيانات تحمل الاسم نفسه. وبعد تشكيل القيادة الوطنية الموحدة، تْم إصدار بيانها الأول بتاريخ 9/2/1988 الذي طُبع منه 45 ألف نسخة في مطبعة الحزب السرية. كما نقد الحزب التعامل الفوقي مع جماهير الانتفاضة، والخطاب السياسي غير الواقعي ومسلكيات بعض الـقوى السياسية التي أدّت إلى التآكل التدريجي لعمق المساهمة الشعبية في الانتفاضة، وانتـقد بلا هوادة مـحاولة بعض القوى شرذمة الحركة الوطنية، وإغراقها في صراعات داخلية، من خـلال ممارساتها اليـومية المعادية للديمـقراطية تحت حجـج أيديولوجية، كان الهدف من ورائها خلق قيادة بديلة لـ م .ت ف كما حذرَّ في الوقت نفسه من خطورة عسكرة الانتفاضة.

## تشكل حزب الشعب الفلسطيني
وفي أواخر عام 91 عقد الحزب الشيوعي مؤتمره الثاني، وأجرى تعديلات فكرية وتنظيمية على برنامجه ونظامه الداخلي، وجرى تغيير اسم الحزب ليصبح «حزب الشعب الفلسطيني»، هذه التعديلات التي كانت وما تزال موضع جدل حتى الآن والتي طالت الهوية الاجتماعية للحزب وبناءه التنظيمي، وكان أبرز هذه التعديلات ادخال مفاهيم ليبراليه برجوازيه إلى البرنامج السياسي بعد أن كان مقتصرا على الافكار الماركسيه اللينينية، مدعين ان ذلك يهدف إلى توسيع قاعدة الحزب الاجتماعية وتمثيله، استناداً إلى خصوصية معركة التحرر الوطني ومهامها، وكذلك تم التخلي عن مجموعة من الاستنتاجات الفكرية والتنظيمية كديكتاتورية البروليتاريا، والمركزية الديمقراطية، والفرزبين اليسار واليمين في الساحة الفلسطينية.

## الحزب الشيوعي الفلسطيني

أمين عام الحزب الشيوعي الفلسطيني

حافظت مجموعة من الشيوعيين الفلسطينيين على موقفهم السياسي التاريخي ورفضوا التغييرات الليبرالية واعلنوا رفضهم للتغيرات في سياسه وفكر الحزب وكذلك اسمه، وبقوا امينين للحزب ومحتفظيين بالاسم التاريخي له (الحزب الشيوعي الفلسطيني) وهو الحزب القائم بنفس الاسم التاريخي.

### حزب الشعب الفلسطيني حزب اشتراكي
اما في المؤتمر الثالث لحزب الشعب، ادخلوا تعديلاً واضحاً على تعريف الحزب، وهويته الفكرية والاجتماعية باعتباره حزباً اشتراكياً يسترشد بالمنهج المادي الجدلي، وبمبادئ الفكر الاشتراكي وبمنجزات العلم والتراث العربي الإنساني التقدمي. وأجرى توسيع الديمقراطية الحزبية بين صفوفه، لكن هذا لم يوقف طموح القوى الليبراليه للانفراد بالحزب، حيث قام عدد منهم مدعوم ماليا من مؤسسات المساعدة الاوروبيه بانشقاق جديد.

## راكاح
الحزب الشيوعي الإسرائيلي، ورد انفا ان الكتلة اليهودية في الحزب الشيوعي الفلسطيني بقيادة ميكونس بدات بالمطالبة بحق تقرير المصير للمهاجرين اليهود على أرض فلسطين، مما قاد إلى انشقاق الحزب حيث انفصل الشيوعيين العرب عام 1943 مؤسسين عصبة التحرر الوطني في فلسطين، وبعد النكبة اضطر أعضاء العصبة في الأراضي المحتلة العودة إلى الحزب الشيوعي الفلسطيني وذلك للحصول على مظله قانونيه، لاحقا وتماشيا مع القوانيين المحلية غير الحزب اسمه إلى الحزب الشيوعي الإسرائيلي <ماكي>. في عام 1965 شب نزاع حاد في صفوف الحزب بين الكتلة اليهودية بقيادة ميكونس \هو نفسه الذي قاد انشقاق 1943 \ وكتلة عربية مع أقلية من اليهود، كان من أسباب الخلاف الموقف من دولة إسرائيل والامبريالية وشعار دولة ديمقراطية وحنقا على تكريم الاتحاد السوفياتي لأحمد بن بله ...الخ، نتيجه للصراع كان انشقاقا في الحزب خرج بموجبه الاعضاء العرب من الحزب مع بعض اليهود وأطلقوا على نفسهم اسم القائمة الشيوعية الجديدة (راكاح) لاحقا انصهر داخل حزب (موكيد) بعد ان تخلى عن الماركسيه وصاغ برنامجا صهيونيا بامتياز، وبما ان القائمة الشيوعية الجديدة لم تكن مسجله كحزب مستقل لعده عقبات قانونيه حالت دون ذلك وبعد ان حل ميكونس جماعته أصبح راكاح هو الحزب الشيوعي الإسرائيلي المسجل قانونيا عام 1924 تحت اسم الحزب الشيوعي الأسرائيلي.

## أحزاب ذات تاريخ مشترك
- الحزب الشيوعي الفلسطيني ومقره رام الله الأمين العام محمود سعادة
- الحزب الشيوعي الفلسطيني (عصبة التحرر الوطني في فلسطين)
- الحزب الشيوعي الإسرائيلي
- حزب الشعب الفلسطيني
- الحزب الشيوعي الأردني
- حزب الشغيلة الشيوعي الأردني
- حركة اليسار الاجتماعي الأردني